# Got 'til It's Gone
Got 'til It's Gone is een nummer van de Amerikaanse zangeres Janet Jackson uit 1997, in samenwerking met de Amerikaanse rapper Q-Tip en de Canadese zangeres Joni Mitchell. Het is de eerste single van Jacksons zesde studioalbum The Velvet Rope.
"Got 'til It's Gone" bevat een sample van Joni Mitchells hit Big yellow taxi uit 1970. Omdat het nummer in Amerika niet uitgebracht werd als single, haalde het de Billboard Hot 100 niet. Wel werd het in Amerika een radiohit, waardoor het de 36e positie haalde in de airplaylijst van Billboard. In Europa werd het nummer wel als single uitgegeven, en werd het dan ook een hit. In de Nederlandse Top 40 haalde het de 6e positie, en in de Vlaamse Radio 2 Top 30 de 23e.